# أندرسون بارا
أندرسون بارا (بالإسبانية: Anderson Parra) هو دراج كولومبي، ولد في 18 أكتوبر 1989.

## وصلات خارجية
- أندرسون بارا على موقع أرشيف الدراجات (الإنجليزية)
- أندرسون بارا على موقع إحصائيات الدراجات الإحترافية (الإنجليزية)